# Ребекка Вокер
Ребекка Вокер, уроджена Льовенталь (англ. Rebecca Walker, нар. 17 листопада 1969, Джексон, США) ― американська письменниця, феміністка і активістка. Вважається однією з видатних голосів фемінізму третьої хвилі з пір публікації статті про фемінізм в 1992 в журналі Ms., в якій проголосила: «Я ― Третя хвиля». Вокер багато пише і говорить про гендерну, расову, економічну і соціальну справедливість в університетах США та інших країн.
Донька Еліс Вокер.

## Життєпис
Народилася в 1969 році в Джексоні, штат Міссісіпі, в родині феміністської письменниці та соціальної активістки Еліс Вокер і Мелвіна Льовенталя, юриста, що спеціалізується на цивільному праві. Її батьки одружилися в Нью-Йорку, перш ніж відправитися в Міссісіпі на роботу. Після розлучення батьків у 1976 Вокер провела дитинство, чергуючи проживання в будинку батька в єврейській частині Бронкса в Нью-Йорку і в афроамериканському середовищі матері в Сан-Франциско. Вчилася в міській школі в Сан-Франциско.
У 15 років вирішила змінити прізвище з Льовенталь на Вокер, прізвище матері. Після закінчення школи навчалася в Єльському університеті, який закінчила з відзнакою в 1992 році. Вокер ідентифікує себе як чорношкіра біла єврейка, що також є назвою її книги, опублікованої у 2001 році.

## Особисте життя
Вокер ідентифікує себе як бісексуалку. Мала стосунки зі співачкою Мішель Ндегеоселло, сина якої допомагала виховувати навіть після розлучення пари. У 37 років завагітніла в стосунках з буддійським учителем Гленом і народила сина Тензина у 2004 році.

## Лідерка фемінізму третьої хвилі
Вокер стала видатною феміністкою у 22 роки, написавши статтю для журналу Miss під назвою «Становлення третьої хвилі». У статті Вокер критикує затвердження судді Верховного суду Кларенса Томаса після того, як його звинуватили в сексуальних домаганнях до адвокатки Аніти Гілл, керівником якої він був під час роботи в Міністерстві освіти. Вокер визначає значимість фемінізму третьої хвилі в кінці статті: «Бути феміністкою ― значить інтегрувати ідеологію рівності і розширення прав і можливостей жінок в саму суть життя. Це пошук особистої ясності в середовищі систематичних руйнувань, необхідно вступати в сестринські відносини з жінками, оскільки ми часто розділяємося, а також розуміти структури влади з наміром кинути їм виклик».

## Роботи
Першою великою роботою Вокер була книга «Будь реальною: розповідай правду і міняй обличчя фемінізму» (1996), яка складалася зі статей, які вона порівнювала і редагувала. Книга переоцінила феміністський рух того часу. Оглядачка Емілі Фейл, доцент кафедри комунікації в коледжі Ітака, описала це: «Двадцять три учасниці проекту „Будь реальною“ діляться різними поглядами й досвідом, які кидають виклик нашим стереотипам про феміністські переконання, коли вони обговорюють проблеми гендерних ролей, політики ідентичності та владний фемінізм». Як збірка «особистих свідчень», ця робота показує, як активістки третьої хвилі використовують особисті розповіді, щоб описати свій досвід соціальної і гендерної нерівності. Згідно з вебсайтом Вокер, книга викладалася в програмах гендерних досліджень по всьому світу.
У книзі «Чорна, біла і єврейка: автобіографія мінливої мене» (2000) Вокер розповідає про свою молодість в Міссісіпі як дитини батьків, які були активними в останні роки руху за громадянські права. Вона обговорює зіткнення з расовими забобонами й труднощі змішаної раси в суспільстві з жорсткими культурними бар'єрами. Вона також обговорює розвиток своєї сексуальності і ідентичності бісексуальної жінки.
В книзі 2007 року «Дитяча любов: вибір материнства після амбівалентного життя» Вокер аналізує своє життя з прийомним і біологічним сином на тлі фемінізму. Вона обговорює традиційні теми вагітності, такі як обмеження в харчуванні й підготовка до пологів. Вокер каже, що в цій книзі розглядається компроміс між роботою і материнством, з яким стикаються жінки її покоління, зрослі в соціальному середовищі, яке має на увазі, що жінки мають робити вибір на користь дітей. Вокер сказала, що надихнулася книгу народженням сина Тензина. Її виховання змінило деякі її ж погляди на материнство та сімейні зв'язки.
Вокер багато років була редакторкою журналу Miss. Її роботи публікувалися в ряді журналів, таких як: Harper's, Essence, Glamour, Interview, Buddhaadharma, Vibe, Child і Mademoiselle. Вона з'являлася на телеканалах CNN і MTV, друкувалась в газетах і журналах The New York Times, Чикаго Таймс, Esquire, Шамбала Са. Вокер проводила семінари з написання книг на міжнародних конференціях і програмах МЗС. Вона також працює в якості приватної консультантки з видавничої справи.
Перший роман Еліс Вокер «Аді: історія кохання» був опублікований у 2013 році. У ньому розповідається про студентку дворасового коледжу Фаріде, яка закохується в Аді, чорношкірого кенійця. Плани подружньої пари перериваються, коли Фаріда захворює малярією в розпал громадянської війни в Кенії. Роман був в цілому добре прийнятий і критикою, і читачами.

## Фільм
У 1998 р у фільмі «Primary Colors», Вокер зіграла героїню на ім'я Март. Фільм являє собою роман про президентську кампанію Білла Клінтона в 1992 р у березні 2014 року, як повідомляється, право на фільм для її роману «Аді: історія кохання» (2013) було продано, а Мадонна стала режисеркою.